# Turkiskspråkiga Wikipedia
Turkiskspråkiga Wikipedia (turkiska: Türkçe Vikipedi; ibland förkortat trwp) är den turkiskspråkiga upplagan av Wikipedia. Den grundades i december 2002. I april 2019 hade den drygt 325 000 artiklar, vilket då gjorde trwp till den 30:e största Wikipedia-versionen i antal artiklar. Den har för närvarande 642 498 artiklar.

## Historia
I november 2006 nominerades turkiskspråkiga Wikipedia till Altın Örümcek Web Ödülleri-priset (Turkiets "webb-Oscar") i kategorin vetenskap, och i januari 2007 belönades man för "Bästa innehåll" vid motsvarande prisceremoni. Priset delades ut den 25 januari vid en ceremoni hållen vid Istanbuls tekniska universitet.
Under 2015 uppmärksammades trwp:s för sin banner om den ojämna könsfördelningen på Wikipedia.

### Blockering
Den 29 april 2017 beslöt Turkiets regering att blockera åtkomsten till Wikipedia (på alla språkversioner). Som skäl till blockeringen har uppgetts kopplat till encyklopedins beskrivning av Turkiets inblandning i Syriska inbördeskriget. Specifikt angavs engelskspråkiga Wikipedias ovilja att ta bort texter som i artikeln en:State-sponsored_terrorism beskrev Turkiets kopplingar till Islamiska staten och Al-Qaida. Sedan blockeringen gjordes i Turkiet hade turkiskspråkiga Wikipedia (som även läses av turkiskspråkiga Internetanvändare i andra länder) en logotyp där namnet till största delen är täckt av en "censurtejp". Till en början var denna utformad som en svart tejpremsa, men sedan våren 2018 var den röd och med texten ÖZLEDIK (turkiska för 'vi saknar').
Den långvariga blockeringen av trwp i Turkiet innebar en halvering av antalet månatliga redigeringar (från cirka 100 000 till 50 000) och en drastisk minskning av antalet nya registrerade användare (från cirka 100 per månad till tredjedelen av detta). Hela eller delar av Wikipedias databas har dock gjorts tillgänglig via olika tredjepartsprojekt. Blockeringen av trwp minskade antalet visningar av webbplatsen från 5,5 miljoner till 1 miljon per dag.
15 januari 2020 hävdes blockeringen, efter att Turkiets högsta domstol förklarat att blockeringen av Wikipedia stred mot yttrandefriheten och därmed var olaglig. Frisläppandet gällde alla versioner av Wikipedia men påverkade trwp mest; visningarna av projektets huvudsida steg denna dag från under 100 000 dagliga visningar till nästan 700 000.

## Utveckling i antal artiklar[10]
| Artiklar  | Datum          | Noter                                      |
| --------- | -------------- | ------------------------------------------ |
| 1 artikel | december 2002  |                                            |
| 100       | januari 2004   |                                            |
| 1 000     | juli 2004      |                                            |
| 10 000    | december 2005  |                                            |
| 20 000    | maj 2006       |                                            |
| 30 000    | september 2006 |                                            |
| 50 000    | mars 2007      |                                            |
| 100 000   | april 2008     |                                            |
| 150 000   | januari 2011   |                                            |
| 200 000   | februari 2013  |                                            |
| 250 000   | december 2015  |                                            |
| 300 000   | november 2017  | Blockerad i Turkiet maj 2017–januari 2020. |

## Bildgalleri

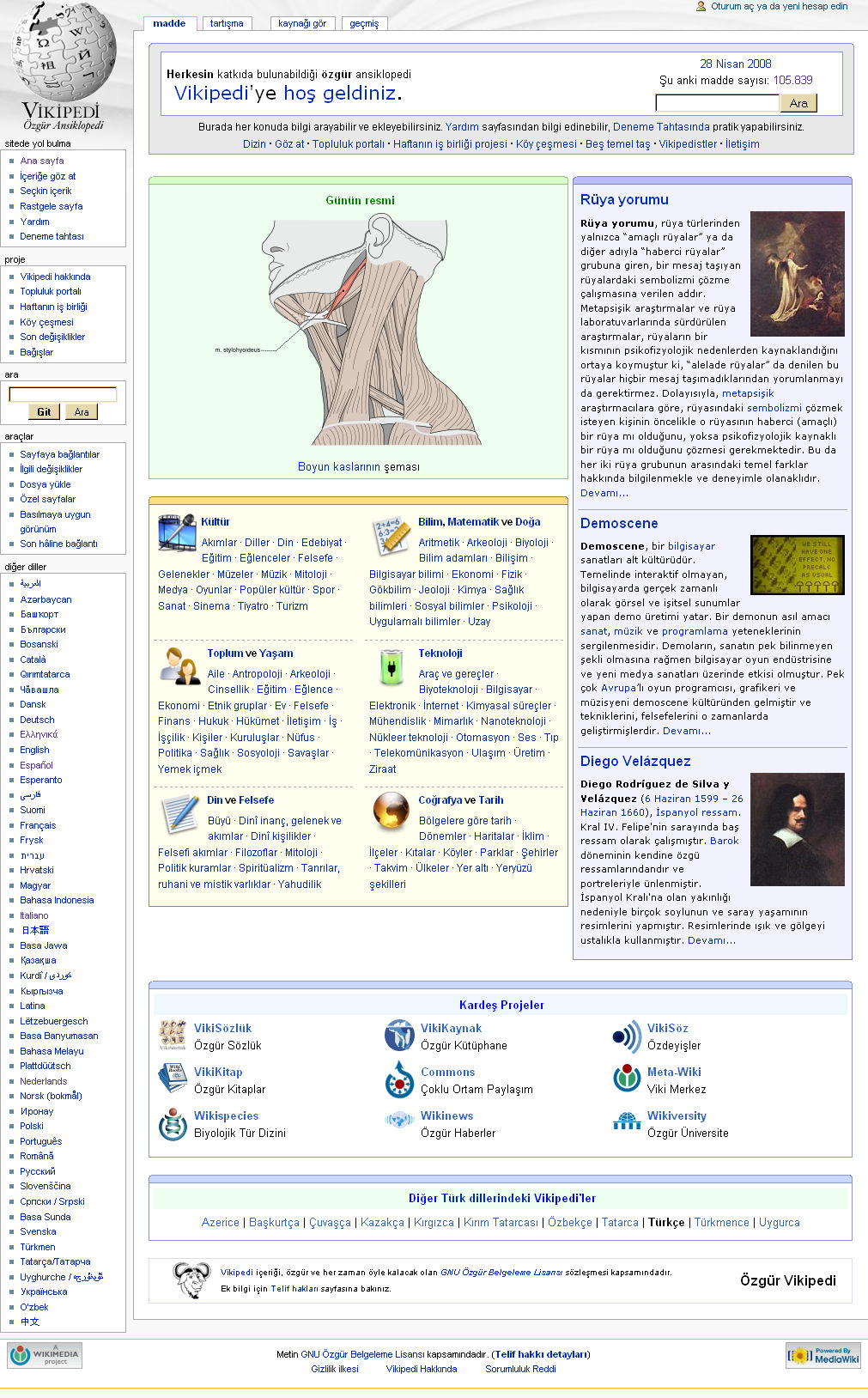
Huvudsidan, 28 maj 2008.
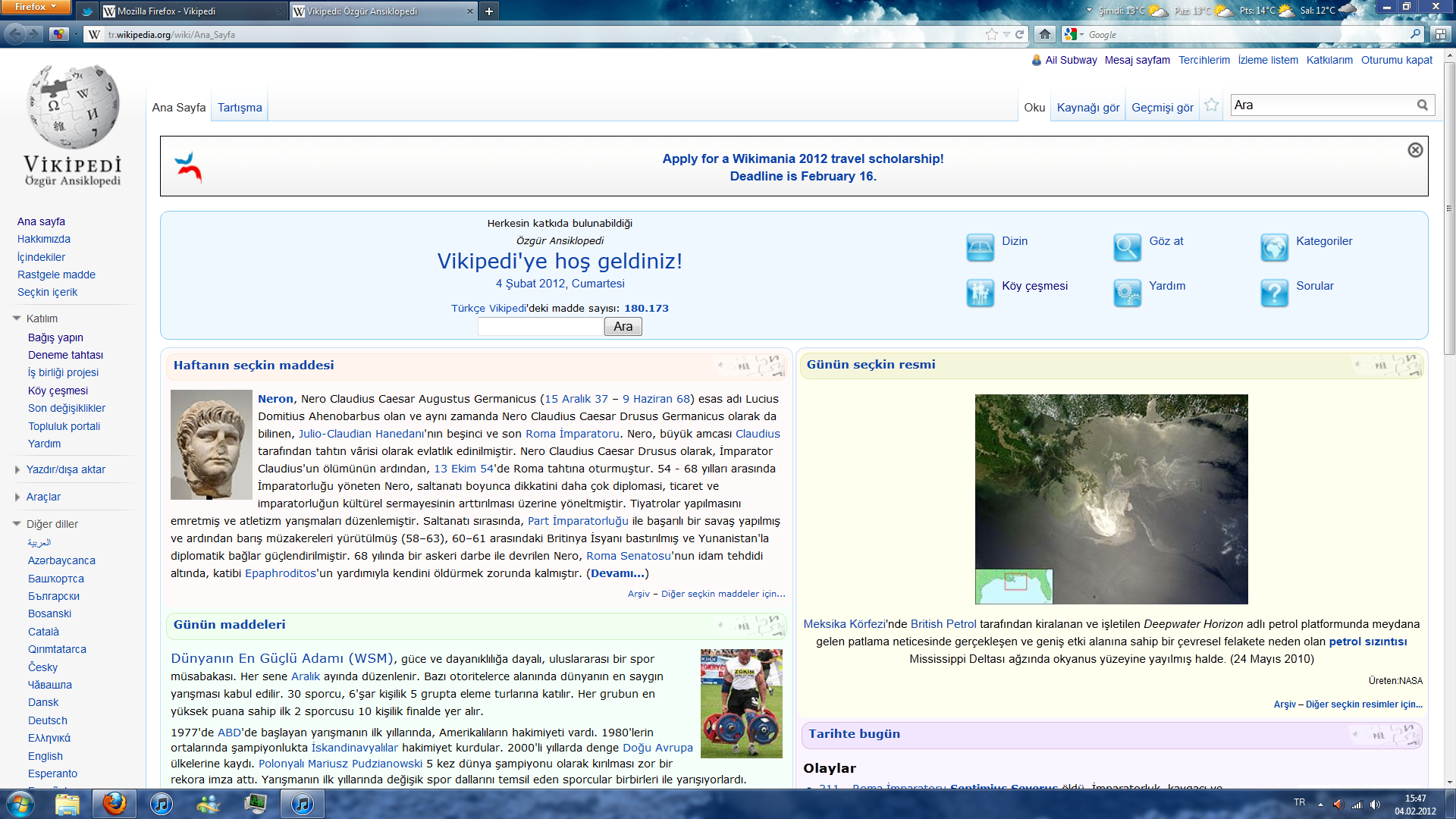
Huvudsidan, i februari 2012.
Censurerad logotyp, i maj 2017.
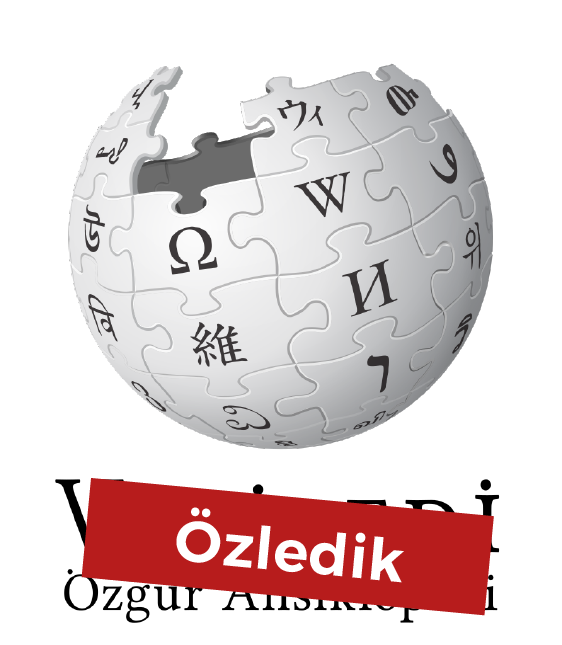
Censurerad logotyp med texten ÖZLEDIK ('Vi saknar'), sedan våren 2018.
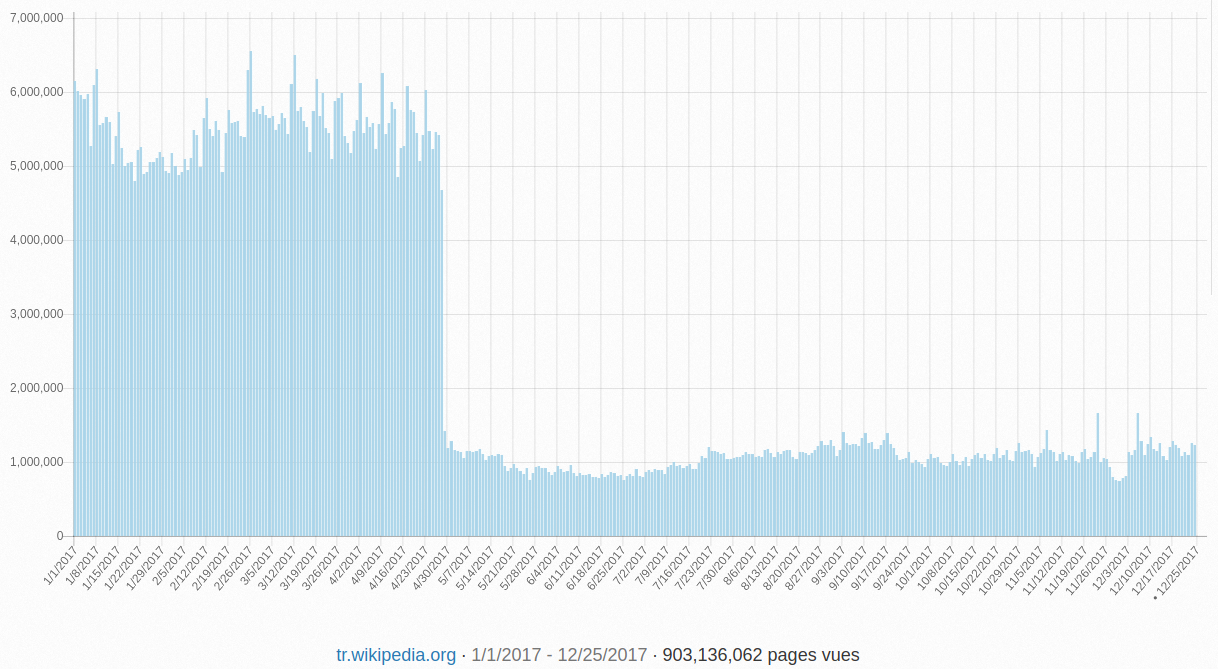
Antalet dagliga sidvisningar under 2017.
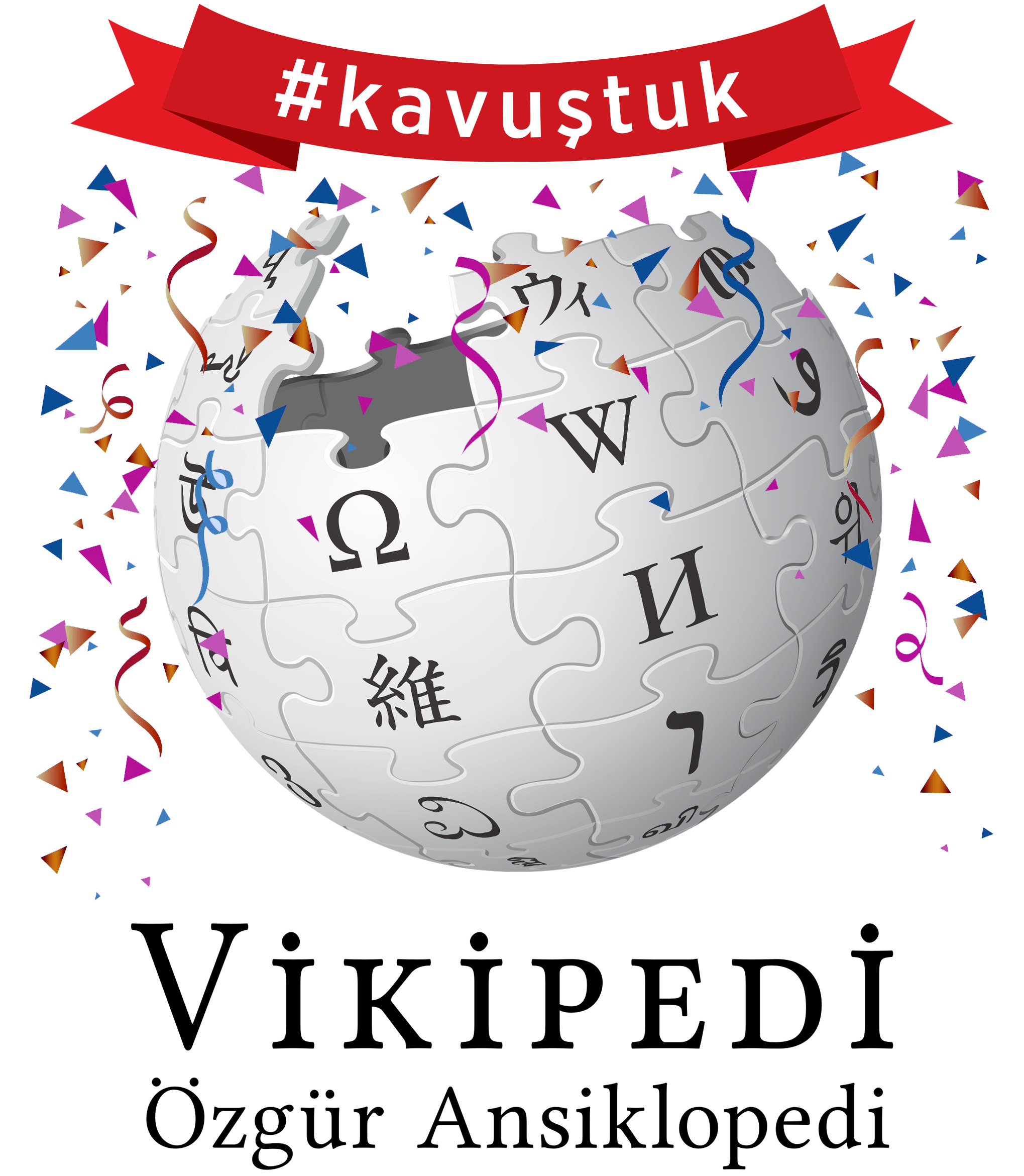
Speciallogotyp 17 januari 2020 ("#kavuştuk" = "#vi lyckades").